# Hymenoscyphus albidus
Hymenoscyphus albidus är en svampart som först beskrevs av Claude-Casimir Gillet, och fick sitt nu gällande namn av William Phillips 1887. Hymenoscyphus albidus ingår i släktet Hymenoscyphus och familjen Helotiaceae.  Arten är reproducerande i Sverige.Utöver nominatformen finns också underarten aesculi.